# Когда я был певцом
«Когда я был певцом» (фр. Quand j'étais chanteur) — французский фильм режиссёра Ксавье Джанноли, снятый в 2006 году.

## Сюжет
Ален Моро (Жерар Депардьё) поёт шансоны во французской провинции. Он не звезда, но хорошо зарабатывает своими выступлениями на дискотеках и в казино городка Клермон-Ферран. Его мир — это белые пиджаки, романтические шлягеры и верная публика, которая стареет вместе с ним. То, что было бы неприемлемо для других, для Алена является всем, чего он хочет от жизни. Однажды на его концерт случайно попадает красавица Марион (Сесиль де Франс). Возможно, Алену в последний раз выпадает шанс на счастливый конец. И стареющий ловелас без промедления делает для этого всё возможное.

## Награды и премии
- Номинация на главный приз Каннского кинофестиваля
- Фестиваль «Сезар» — лучший звук

## Музыка
Все песни в фильме Депардьё исполнял сам.